# Pereira da Cunha (cruzador auxiliar)
Pereira da Cunha foi um navio mercante brasileiro incorporadora Marinha do Brasil como cruzador auxiliar.

## História
O vapor pertencia a Companhia Frigorífica Brasileira navegando com o nome de Vênus. Durante a Revolta da Armada foi incorporado a Esquadra Rebelde em setembro de 1893. O navio afundou em 23 de fevereiro de 1894, quando em combate com as forças legalistas nas proximidades da Ilha do Engenho, na Baía da Guanabara. O Pereira da Cunha foi atingido por um tiro disparado pelas baterias costeiras instaladas em Niterói que atingiu o seu  paiol de pólvora ocasionado uma forte explosão e o naufrágio da embarcação.